# Arthurita
La arthurita o authurita es un mineral arseniato de hierro y cobre, por tanto encuadrado en la clase 8 de los minerales fosfatos según la clasificación de Strunz. Fue descubierto en 1964 y nombrado en honor de Arthur E.I. Russell y de Arthur W.G. Kingsbury, ambos eminentes mineralogistas ingleses.

## Características químicas
La forma pura de arseniato puede encontrarse sustituida parcialmente por aniones de sulfato o de fosfato.

## Formación y yacimientos
Es un mineral secundario en las zonas de oxidación de algunos yacimientos de cobre, formado por alteración de arsenopirita o enargita.